# Берке-кан
Берке-кан, познат је и под именима Барка-кан  , Берка-кан  и Берек-кан  је био господар Запада  (западних Татара , који су живели на Волги ), тј. кан Златне хорде од 1257. године све до своје смрти 1266. године .
Уживао је углед једног од најслободоумнијих и најцивилизованијих татарских владара .
Био је трећи син Џучија, најстаријег сина Џингис-кана.

## Пребивалиште
Берке-кан је живео у градовима Болгару  на Волги  и Сарају  на Атхуби, ипак, столовао је у овом другом граду .

## Беркеове територије
Берке-кан је као кан Златне хорде владао:
- Команијом,
- Аланијом,
- Лаком,
- Менгиаром,
- Циком,
- Гутијом,
- Гацаријом [4],
- Западне делове Кипчаке (Јужна Русија);
- Кипчак,
- Алан [2],
- Русију [4] [2],
- Градове Болгар и Сарај [2].

## Односи са Русијом
Провинција Русија је тада била веома пространа област . Њени становници су хришћани православци.
Земља плаћа данак Беркеу, са чијим поседима долази у додир на источним границама. Унутар граница Русије, у огромним количинама сакупљало се крзно хермелина, арколина, самура, куна, лисица и других животиња из тог рода, као и много воска. Имало је неколико рудника, из којих су се добијале велике количине сребра.
Русија је необично хладна област, која се простире чак до Северног океана, где се у огромном броју хвата северни и сиви соко, и одатле односи у друге делове света .

### Начин управљања Русијом
Берке удара намет на освојене руске земље и поставља тамо управљаче, баскаке, са мањим одредима војника који имају дужност да надгледају становништво, које је преостало после Татарске најезде. Татарски чиновници су пребројавали становништво да би му наметнули порез. Једино су свештена лица била ослобођена пореза, и: уопште узев, Татари остављају православној руској цркви све њене повластице и не прогоне је.
Осим скупљања данка, они се не мешају у послове освојених области, које остављају руским кнежевима, али задржавају право да их потврђују у томе звању; зато руски кнежеви морају да одлазе у Хорду , у Сарај  и траже од Беркеа , до 1260. године од великог кана у Азији, пошто је Златна Хорда те године постала сасвим самостална , јарлик (повељу) на кнежевину  који им даје кнежевску власт  .
Опљачкано и десетковано том свирепом најездом, руско становништво повија се под татарским јармом . Берке је био један од татарских канова који су држали чак и своје власти у Русији и тада су Руси грозно патили првих под татарским јармом. Насиља канских повереника у покрајинама, баскака и пописивача, изазивала су буне, које су свирепо угушиване . Преостали кнежеви покоравају се такође; понекад они чак обуздавају покушаје побуне становништва, које губи стрпљење због глобљења и насиља што га врше скупљачи пореза .

#### Последице
Татарски јарам је имао као велику последицу то, да је одвојио Русију од Западне Европе. Затим, он је допринео знатно суровости и грубости народних обичаја и административне праксе. Много оријенталског ушло је преко Татара у руски живот. Позајмила је Русија, управо Москва, можда и понеку корисну црту у организацији власти, финансија, статистике, али се ова позитивна добит сасвим губи при упоређењу са големим злом, које су зла времена несумњиво донела .

### Руске земље
За време његове владавине Русијом је владала велика кнежевина Владимир је била подељена на:
- Ростовску кнежевину,
- Перејаславску кнежевину,
- Јуријевску кнежевину,
- Стародубску кнежевину.

Тада су се појавиле и нове кнежевине:
- Суздаљска,
- Костромска,
- Московска [8],
- Тверска,
- Смољенска,
- Јарославска,
- Рјазанска,
- Њижегородска [9].

### Односи с Руским владарима

#### Велики кнез Александар Невски и његови наследници
Тако Александар Невски поставши велики кнез области Владимира, одржава у миру, чак и силом, становништво побуњено противу Татара .
Највећу славу добио је својом изванредно вештом политиком према Татарима. Добро схвативши да Руси тога времена не могу издржати борбу с Татарима, он је напорно радио на томе да народ и земља што мање пате. Нарочито је тешка била година 1257, када су из Хорде дошле у Русију гомиле татарских чиновника, војних шефова различног положаја, као и читаве чете пописивача становништва. Свуда је дошло до отворених буна и окршаја са Татарима и до убистава појединих татарских званичника. Али највише су се одупирали попису и плаћању данка Новгороци. Велики кнез Александар успео је ипак да заштити Русију од већих беда.
Зато, када је 1363. године на повратку из Хорде умро на Волги, јаук се разлеже широм целе руске земље .
Велики кнежеви после Александра Невског, који су се измењивали уз различите интриге у Хорди, а понекад и уз борбе у самој Русији, нису играли неку нарочиту улогу и ни по чему се нису истакли.

#### Краљ Данило Галички
Када је прошло доба прве клонулости, краљ Данило Галички помишља да збаци татарски јарам, те тражи савезнике на Западу и почиње да подиже утврђења; али Татари наслућују његове намере и захтевају да поруши утврђења, те он мора да се одрекне својих планова . Данило је склопио савез с папом у нади да ће организовати крсташки рат у којем би Европа, на папски позив, притећи у помоћ Данилу, али до тога није дошло; зато је Данило пред крај своје владавине и прекинуо везе са папом. Иначе, његова држава је неколико пута настрадала од Татара, а и он сам морао је да иде на поклоњење Берке-кану. Иако одлично дочекан у Хорди, он је ипак тешко осећао свој положај Беркеовог вазала, као што се види из забелешке летописца о његовој посети код Беркеа:
Велико је зло почаст од Татара! 

## Односи са Бугарском
За време Беркеа воде се међусобице у Бугарској услед којих су изгубљене њихове територије у Тракији и Македонији. Бугарска је брзо изгубила ону политичку улогу коју је дотада играла на Балканском полуострву. Берке је то искористио и нападао ју је. Насиља и самовлашће феудалних бојара довршавали су пропадање земље. Већи део земље припадао је бојарима, вишем свештенству и манастирима .
За то време у Бугарској је владао цар Константин I Асен Тих .

## Пљачка Пољске
Берке је пустошио Пољску, особито јужну, палио њихова села и градове, одводио њихову стоку и узимао масе заробљеника да их прода у ропство .

## Посета браће Поло
Године 1260. млетачки трговци браћа Поло , Николо и Матео, отац и стриц Марка Пола, искрцали су се у луци Солдаја  (данашњи: Судак  ), одакле су коњима дуго путовали док нису стигли у двор моћног Берке-кана  у Сарају , на доњој  Волги  тј. на реци Атхуба  , источној притоци Волге .
Берке-кан је, заиста, исказао велико задовољство доласком ових путника и примио их уз несвакидашње почасти. Узвраћајући на ту љубазност, пошто су пред њега изнели драгуље које су понели са собом и пошто су опазили да га њихова лепота опчињава, они су му их поклонили узвративши на његов топао пријем. Дарежљиво понашање два брата га је увелико задивило; и будући да није желео да их њих двојица надмаше у издашности, он не само да је наредио да им се исплати двострука вредност драгуља, него им је, поврх тога, приуштио и неколико скупоцених дарова .
Потом браћа остају у Сарају годину дана да тргују .

## Рат с Хулагу-каном
Године 1261.    сукобио се са својим рођаком  Хулагу-каном  , господарем Истока  (источних Татара ), тј. господара Персије и Корасана .

### Избијање рата
Рат је избио због провинције која се граничила с обе територије, коју су обојица захтевала, при чему су били исувише горди да је препусте оном другом . Наизменично су изазивали један другог, обојица изјављивајући да полазе да је заузму и да би баш волели да виде ко ће их у томе спречити .

### Припрема за коначну битку
Кад су ствари дошле до те тачке, обојица су под барјак позвала своје присталице, упињујући се до те мере да су, и један и други, шест месеци потрошили на окупљање пуних 300.000 коњаника, веома добро опремљених свим што је неопходно за рат.
Тада је Хулагу-кан са војском избио у пространу равницу између Гвоздених врата и Каспијског мора, и ту је сачекао да види којим ће путем поћи Берке, а ово место се налазило на граници две територије.
Кад је Берке завршио све припреме и дознао да је Хулагу кренуо, и у прави час стигао до исте оне равнице у којој га је његов непријатељ чекао, улогоривши се на петнаестак километара од њега.
Беркеов логор био је раскошно украшен као и Хулагу-канов, али његова војска била је бројнија, јер је бројила пуних три 300.000 коњаника .

### Коначна битка
Кад је свануо дан велике битке , Берке је распоредио своју војску у 35 дивизона, и кад је све било урађено како ваља наредио је својим људима покрет, што су ови и учинили обревши се на око километар од противника. Потом су накратко застали, а онда поново кренули напред на међусобну раздаљину од око два домета стреле.
Пошто су две војске, накратко, стајале лицем у лице најзад су се огласили накари, после чега су обе војске, једна на другу, испалиле такву кишу стрела да небо једва да се видело, услед чега је било много побијених и људи и коња.
Бој се наставио до мрака, кад је Берке почео да одступа и бежи, а Хулагу-канови људи да га жестоко гоне, секући и убијајући без милости. Пошто су гонили његове људе недалеко одатле, Хулагу их је опозвао, па су се вратили у шаторе, одложили оружје и превили ране.
Следећег јутра, Хулагу је наредио да се мртви сахране, и непријатељи и сопствени људи, а губици су на обе стране били тако велики да је немогуће било предочити их. Пошто је ово урађено, Хулагу се вратио у своју земљу са свим својим људима који су преживели бој .

### Браћа Поло током рата
За то време браћу Поло је овај рат спречио да се врате у домовину, које су се ужелели . У дугој и беспоштедној борби, која се заметнула између Беркеове и Хулагуове војске Хулагу је однео победу, услед чега, будући да друмови више нису били безбедни за путнике, браћа нису ни покушала да се врате истим путем којим су и дошла; и, као једини изгледан начин да се домогну Цариграда, препоручено им је да наставе према истоку, извесним пустим правцем, ободом Беркеових територија , да би избегли ратна дејства . И тако су се пробили до града Укека , који се налазио на источној обали Волге, на средокраћи између Болгара и Сараја . Одлазећи одатле, и напредујући још на исток , прешли су реку Сејхан , и доспели до пустиње, која се простирала од ове реке па све до града Бухаре . Нашавши се у окружењу браћа се три године задржавају у Бухари, а онда заједно са изаслаником Хулагу-кана су се упутили у Кину, великом кану Кублај-кану .

## Смрт
Умро је 1266. године , а наследио га је Мунглетемур .